# Sajtoskál
Sajtoskál is een plaats (község) en gemeente in het Hongaarse comitaat Vas. Sajtoskál telt 442 inwoners (2001).

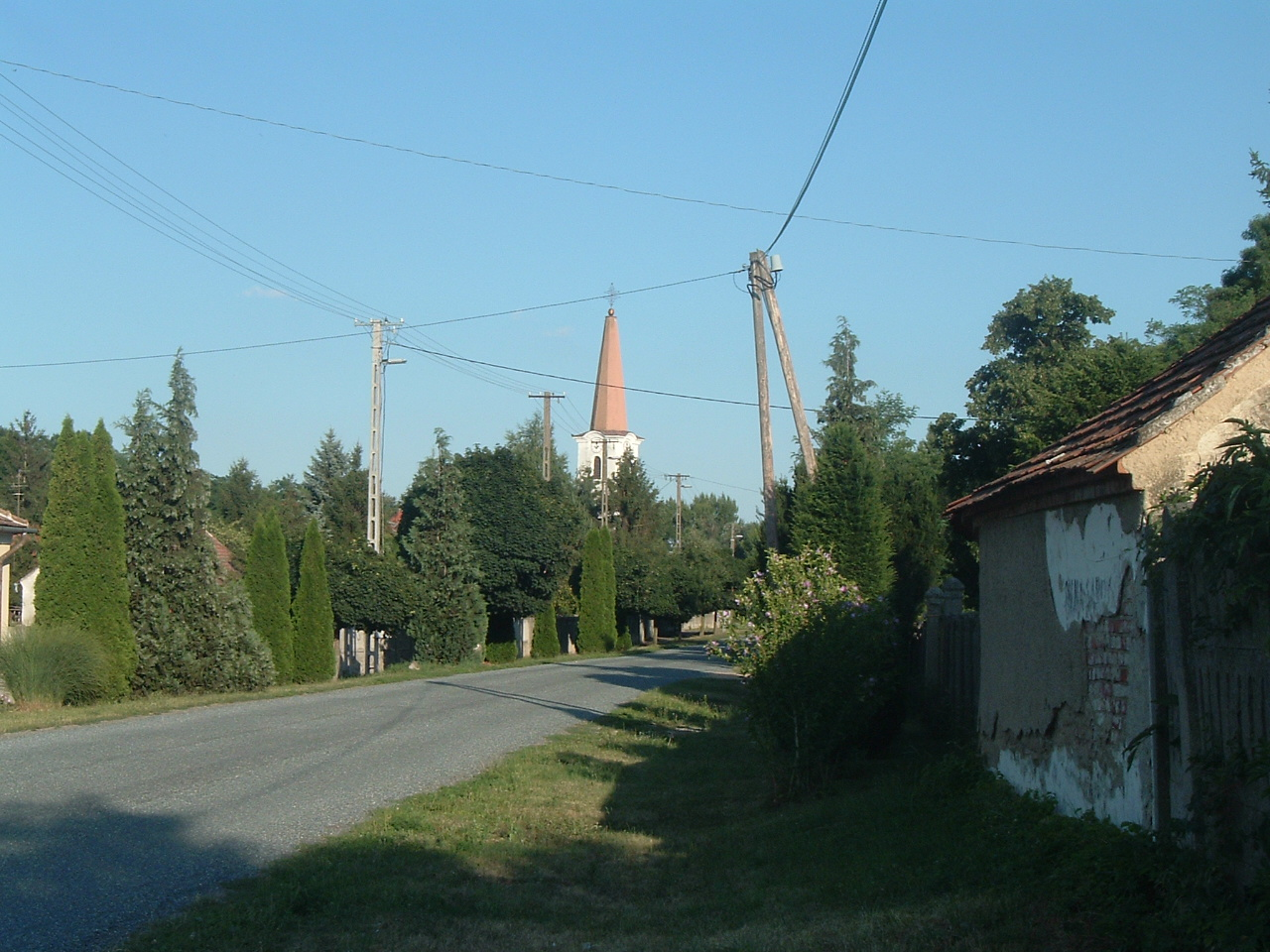
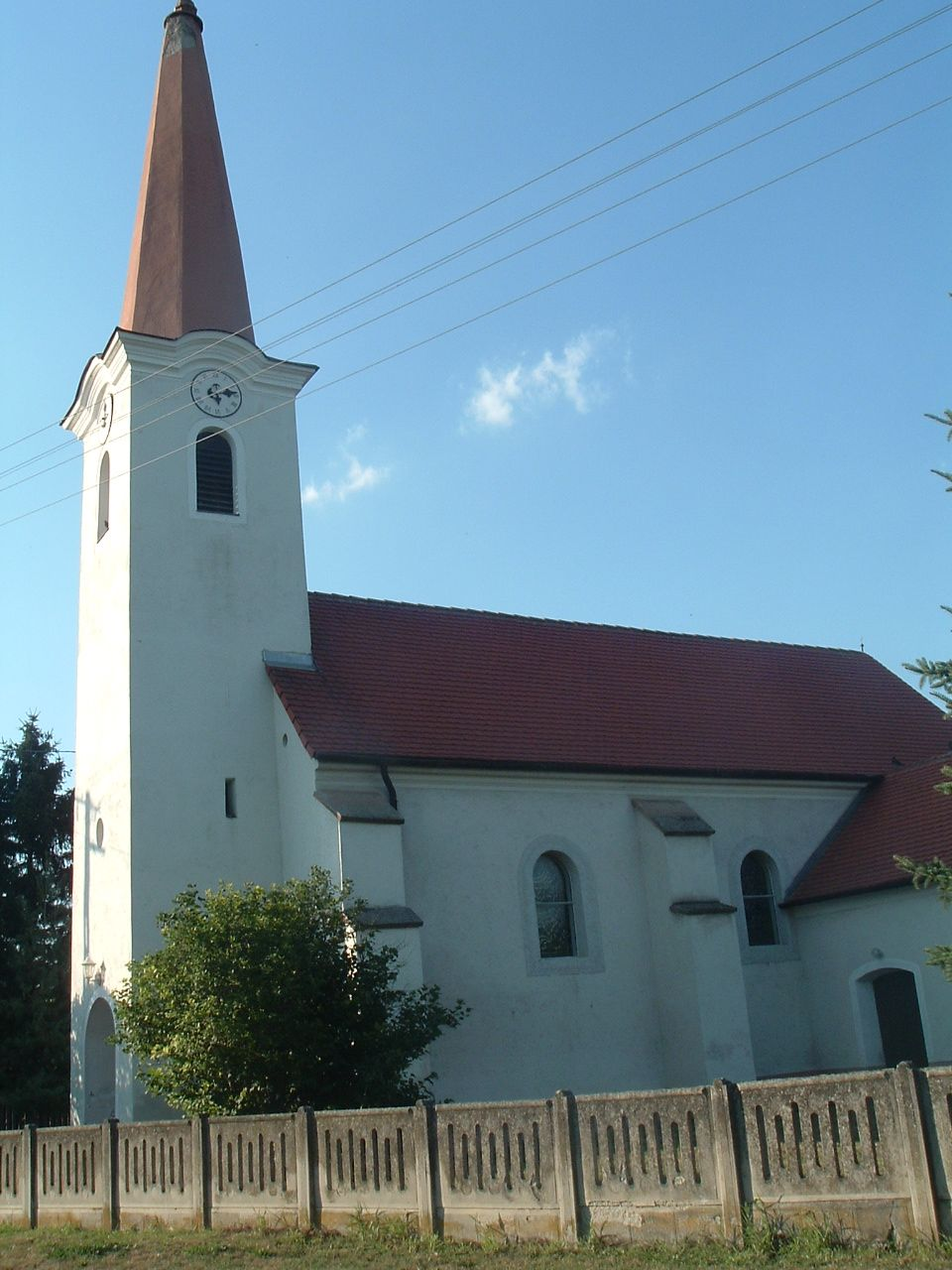
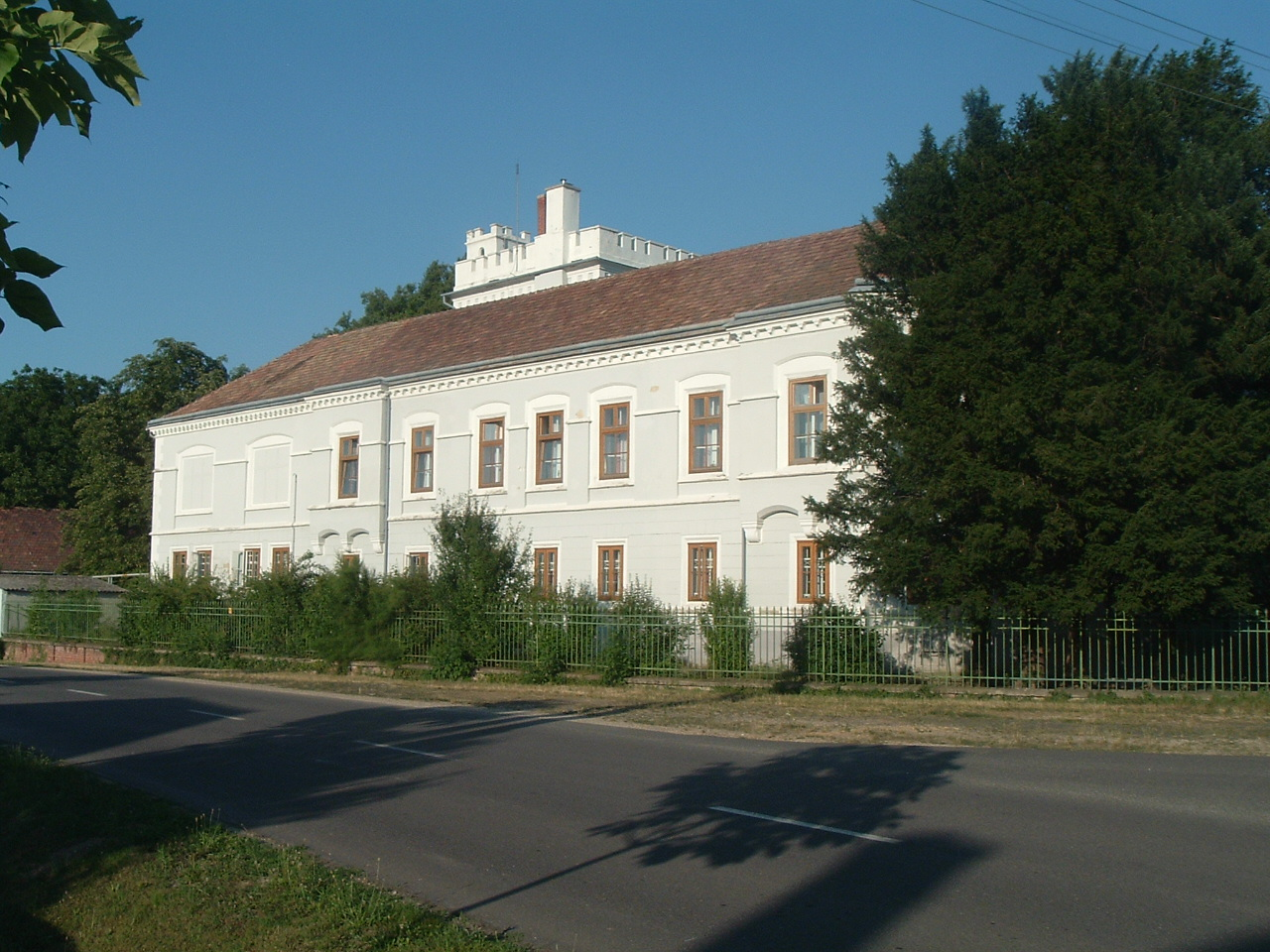